# II Liiga
La II Liiga o Teine Liiga (in estone seconda divisione) è la quarta categoria per importanza del Campionato estone di calcio, la prima di livello regionale.

## Struttura
Le squadre partecipanti sono 16 e il torneo si disputa a girone unico con turni di andata e ritorno. Al campionato prendono parte diverse seconde squadre, e più raramente anche terze squadre, di formazioni che militano nelle serie superiori di Meistriliiga, Esiliiga o Esiliiga B.
La stagione comincia a marzo e finisce a ottobre. Le prime due classificate sono promosse in Esiliiga B, mentre la terza piazza si scontra in uno spareggio contro la terzultima di Esiliiga B. 

## Squadre 2025
Di seguito le 16 squadre partecipanti alla II Liiga 2025:
| Club                | Città    |
| ------------------- | -------- |
| FC Tallinn U21      | Tallinn  |
| Flora Tallinn U19   | Tallinn  |
| Harju Laagri U21    | Laagri   |
| Helios Tartu        | Tartu    |
| Hiiumaa             | Kärdla   |
| Kalev Tartu U21     | Tartu    |
| Keila               | Keila    |
| Levadia Tallinn U19 | Tallinn  |
| Poseidon Pärnu      | Pärnu    |
| Puuma Tallinn       | Tallinn  |
| Saku Sporting       | Saku     |
| Tarvas Rakvere      | Rakvere  |
| Tulevik Viljandi    | Viljandi |
| Vaprus Pärnu U21    | Pärnu    |
| Viimsi U21          | Viimsi   |
| Welco Tartu II      | Tartu    |

## Storia
La II Liiga esiste fin dal 1992, anno dalla fondazione del campionato nazionale estone. Come le categorie superiori, originariamente consisteva in due distinte fasi di campionato: al termine della prima parte, le migliori classificate accedevano al turno successivo contro le peggiori classificate dell'Esiliiga per cercare la promozione in seconda serie.
Dalla stagione 1995-1996 fino al campionato 2024 ha avuto una struttura articolata su due gironi di 14 squadre ciascuno, il Nord-est (in estone ida/põhi) e il Sud-Ovest (in estone lõuna/lääs), per un totale di 28 partecipanti.
Dal 2025, con l'istituzione della sottostante II Liiga B, il campionato si è ridotto a un unico girone di 16 squadre.

## Albo d'oro
| Anno      | Vincitore         | Altre squadre promosse                                        |
| --------- | ----------------- | ------------------------------------------------------------- |
| 1992      | Pena Kohtla-Järve | Sadam Tallinn                                                 |
| 1992-1993 | Kalev Pärnu       | Jalgpallikool Tallinn Serveni Paber Kehra Fööniks-Sport Valga |
| 1993-1994 | Lelle             | Sport Põltsamaa                                               |
| 1994-1995 | Arsenal Tallinn   |                                                               |

### Campionato a due gironi
| Anno      | Vincitore Nord/Est        | Vincitore Sud/Ovest  | Altre squadre promosse (fino al 2012 in Esiliiga, dal 2013 in Esiliiga B) |
| --------- | ------------------------- | -------------------- | ------------------------------------------------------------------------- |
| 1995-1996 | Olümpia Maardu            | Pärnu United (*)     | Kalev Sillamäe                                                            |
| 1996-1997 | Dokker Tallinn            | Merkuur Tartu        |                                                                           |
| 1997-1998 | Vigri Tallinn             | FC Lelle (*)         | Valga                                                                     |
| 1998      | Baltika Narva (*)         | FC Lelle             | MC Tallinn                                                                |
| 1999      | Dünamo Tallinn            | Merkuur Tartu        | Tervis Pärnu                                                              |
| 2000      | Kalev Sillamäe            | Levadia Pärnu        |                                                                           |
| 2001      | Narva Alstom Kick Sai (*) | Tammeka Tartu        | TJK-83                                                                    |
| 2002      | Ajax Estel Tallinn        | Tervis Pärnu         | MC Tallinn Vaprus Pärnu                                                   |
| 2003      | Dünamo Tallinn            | Sörve (*)            | TVMK Tallinn 2                                                            |
| 2004      | Kalev Tallinn             | Vaprus Pärnu         | Lelle Merkuur-Juunior Elva                                                |
| 2005      | Kalju Nõmme               | Pärnu Pataljoni (*)  | Lootus Kohtla-Järve                                                       |
| 2006      | Trans Narva II (*)        | Tartu Välk 494       | Kalev Sillamäe Maag Tammeka II                                            |
| 2007      | Kiviõli Tamme Auto        | Paide                | Virumaa Rakvere                                                           |
| 2008      | Lootus Kohtla-Järve       | Santos Tartu (*)     | TJK Legion                                                                |
| 2009      | Orbiit Jõhvi              | Nõmme United (*)     |                                                                           |
| 2010      | Puuma Tallinn             | Tartu HaServ (*)     | Infonet                                                                   |
| 2011      | Tarvas Rakvere            | Tartu HaServ         | Tammeka Tartu II                                                          |
| 2012      | Lokomotiv Jõhvi           | HÜJK Emmaste         | Tulevik Viljandi Vaprus Vändra                                            |
| 2013      | Maardu                    | Santos Tartu         | Infonet II                                                                |
| 2014      | Paide 2 (*)               | Kalev Tallinn II     | Joker Raasiku                                                             |
| 2015      | Paide 2 (*)               | Ülikool Tallinn (*)  | Welco Tartu Tulevik Viljandi 2 Viimsi Luunja                              |
| 2016      | Merkuur Tartu (*)         | Paide 2              | Keila                                                                     |
| 2017      | TJK Legion                | Nõmme United         | Pärnu JK Helios Võru Ajax Lasnamäe Flora Tallinn U19                      |
| 2018      | Volta Põhja-Tallinn       | Paide 3 (*)          | Viimsi Tabasalu                                                           |
| 2019      | FCI Tallinn (*)           | Paide 3 (*)          | Läänemaa                                                                  |
| 2020      | TJK Legion 2              | Paide 3 (*)          | FC Tallinn Harju Laagri                                                   |
| 2021      | Kalev Tartu               | Paide 3 (*)          | Raplamaa                                                                  |
| 2022      | FCI Tallinn (*)           | Paide 3 (*)          | Kuressaare U21 Trans Narva U21                                            |
| 2023      | Maardu (*)                | Harju Laagri U21 (*) | Phoenix Jõhvi                                                             |
| 2024      | Maardu                    | Nõmme United U21     |                                                                           |

(*)squadra che successivamente non si è iscritta alla serie superiore.

## Finali per vincitore della II Liiga
Dal 2012 al 2022 era prevista anche una finale tra le due vincitrici dei gironi per il titolo di detentore della II Liiga. La finale tra le due squadre vincitrici dei gironi si giocava in casa della squadra che in stagione ha totalizzato il maggior numero di punti.
| 2012 | Lokomotiv Jõhvi  | 0 – 3             | HÜJK Emmaste        | Tallinn, Sportland Arena     |
| 2013 | Santos Tartu     | 2 – 1             | Maardu              | Tartu, Tamme Staadion        |
| 2014 | Kalev Tallinn II | 2 – 1             | Paide 2             | Tallinn, Kalevi Keskstaadion |
| 2015 | Ülikool Tallinn  | 4 – 1             | Paide 2             | Tallinn, Sportland Arena     |
| 2016 | Paide 2          | 8 – 0             | Merkuur Tartu       | Paide, Paide Linnastaadion   |
| 2017 | Nõmme United     | 2 – 2 (2 – 4 dcr) | TJK Legion          | Tallinn, Wismari Staadion    |
| 2018 | Paide 3          | 4 – 0             | Volta Põhja-Tallinn | Tallinn, Kadrioru Staadion   |
| 2019 | Paide 3          | 1 – 1 (6 – 5 dcr) | FCI Tallinn         | Tallinn, Sportland Arena     |
| 2020 | Paide 3          | 0 – 0 (4 – 5 dcr) | TJK Legion 2        | Paide, Paide Kunstmuruväljak |
| 2021 |                  | non disputata     |                     |                              |
| 2022 | Paide 3          | 3 – 4             | FCI Tallinn         | Paide, Paide Kunstmuruväljak |